# Maison Rossini
La Maison Rossini est un musée consacré au compositeur Gioachino Rossini. Il est situé à Pesaro au 34 de la via Rossini, dans le bâtiment où l'artiste est né en 1792. À l’intérieur du musée, on peut apprécier une bonne quantité de matériel, résultat de diverses donations.
La maison Rossini a été déclarée monument national le 25 février 1904.

## Extérieur
L'extérieur du bâtiment n'a pas de qualités artistiques particulières, surtout par rapport aux autres résidences et villas patriciennes de la ville. Cependant, sa structure se distingue le long de la via Rossini. Elle fut construite entre le XVe et le XVIIIe siècle, avec des interventions ultérieures. Le bâtiment possède quatre étages et un sous-sol.

## Intérieur
L'intérieur du bâtiment peut être visité selon un itinéraire biographique. Il comporte une grande variété de documents, notamment des estampes et des souvenirs liés à la vie et à l'œuvre du compositeur. Le noyau central de la collection est la donation du collectionneur parisien Alphonse Hubert Martel.